# Нгома, Маргарет
Маргарет Нгома (англ. Margret Ngoma; род. 2009) — замбийская шоссейная велогонщица.

## Карьера
В конце ноября 2022 года в возрасте 13 лет стала чемпионкой Замбии в групповой гонке опередив своих соперниц на 30 секунд.

## Достижения
2022
 Чемпионат Замбии — групповая гонка